# Protagonisti - Vol. 2
Protagonisti - Vol. 2 è una raccolta dei Rondò Veneziano.

## Tracce
1. Magica melodia (Gian Piero Reverberi e Ivano Pavesi) - 3:24
2. Don Giovanni (Wolfgang Amadeus Mozart e Ivano Pavesi) - 7:22
3. Sogno veneziano (Gian Piero Reverberi e Laura Giordano) - 3:15
4. Notturno veneziano (Gian Piero Reverberi e Laura Giordano) - 2:29
5. Così fan tutte (Wolfgang Amadeus Mozart e Ivano Pavesi) - 4:06
6. Estro armonico (Antonio Vivaldi e Ivano Pavesi) - 4:40
7. Venezia lunare (Gian Piero Reverberi e Ivano Pavesi) - 3:25
8. Misteriosa Venezia (Gian Piero Reverberi e Laura Giordano) - 3:23
9. Calli segrete (Gian Piero Reverberi e Laura Giordano) - 3:27